# Lobelia platycalyx
Lobelia platycalyx är en klockväxtart som först beskrevs av Ferdinand von Mueller, och fick sitt nu gällande namn av Ferdinand von Mueller. Lobelia platycalyx ingår i släktet lobelior, och familjen klockväxter. Inga underarter finns listade i Catalogue of Life.